# غنام صابر غنام
غنام صابر غنام ويعرف بـ غنّام غنام هو مؤلف ومخرج،
وممثل مسرحي فلسطيني. ولد في عام 1955 بأريحا في فلسطين. انتقل في سن الثانية عشرة مع عائلته إلى الأردن. كتب وأخرج العديد من المسرحيات، وألف القصص القصيرة. وهو حاصل على جوائز في الإخراج والتأليف المسرحي. غنام عضو رابطة الفنانين الأردنيين، ورابطة المسرحيين الأردنيين، وعضو اللجنة التأسيسية للهيئة العربية للمسرح والاتحاد العام للأدباء والكتاب العرب. وهو عضو لجنة تحكيم في عدة مهرجانات مسرحية كمهرجان مسرح الطفل في الأردن، مهرجان البقعة المسرحي في السودان، ومهرجان الدار البيضاء الدولي للمسرح الجامعي. استهل غنام العمل المسرحي في السبعينات برفقة مجموعات مسرحية محلية في مسارح مدينة يافا في غزة، ثم بعد انتقاله للأردن أسس مع عدد من زملاءه (فرقة جرش المسرحية للهواة). تدور مجمل أعمال الفنان غنام الغنام حول معاناة الفرد الفلسطيني تحت الاحتلال الإسرائيلي أو في المنفى. كانت آخر أعماله في عام 2018 مسرحية (سأموت في المنفى)، وهي من مسرحيات الممثل الواحد، قدمها على عدد من المسارح العربية.

## عضويات
عضو نقابة الفنانين الأردنيين ٍ شعبة الإخراج.
عضو رابطة الكتاب الأردنيين القصة القصيرة.
عضو الاتحاد العام للأدباء والكتاب العرب-القصة والتأليف المسرحي.
عضو مؤسس في الهيئة العربية للمسرح / المقرر للمجلس التنفيذي الأول
رئيس مكتب الأردن/ الهيئة العربية للمسرح.
مسؤول النشر و الإعلام في الهيئة العربية للمسرح بالشارقة - الإمارات العربية المتحدة منذ يونيو 2011
عضو مؤسس في فرقة المسرح الحر ورابطة مسرح بلا حدود –رماح
عضو هيئة تحرير مجلة فنون / وزارة الثقافة

## الإصدارات الأدبية والفنية
قف للتفتيش-قصص
من يخاف؟ -قصص
برجمة -قصص
حكايات القاضي ريحان –مسرحية 1992
كأنك يابو زيد ونصوص أخرى 2003
تجليات ضياء الروح-مسرحية 2003.
موجز تاريخ المسرح الأردني 1918-2006-عن وزارة الثقافة 2008
نحب الحياة / منهج المرايا السبع . مسرح مع المعاقين من ضحايا الألغام
المسرح والتراث-دراسة 2002
النص المسرحي المحلي المؤلف على خشبة المسرح 1918-2000
الرقابة والإبداع – بحث في مهرجان المسرح الكويتي 2005
النص في المسرح بين المؤلف والمخرج_ملتقى عمان المسرحي
السياب يعيش مرتين ونصوص أخرى. مخطوط.
مستويات اللغة في العرض المسرحي – ملتقى الشارقة للمسرح العربي 2005
المسرح ضد الاستبداد – دراسة لمهرجان الكويت المسرحي 2007
الفرجة المسرحية والمتلقي – ندوة متخصصة في الكويت 2007
التكنولوجيا في العرض المسرحي- بحث في مهرجان المسرح الأردن2007 [بحاجة لمصدر]

## من أهم الأعمال المسرحية
تغريبة ظريف الطول-ممثلا- إخراج هاني صنوبر-1984
وجه بملايين العيون - ممثلاً - تأليف عبد الرحيم عمر، إخراج هاني صنوبر 1984.
شمشون و دليلة - ممثلاً - تأليف معين بسيسو، إخراج خالد الطريفي 1985.
خريفة شعبية . تمثيل. تأليف و إخراج خالد الطريفي 1985.
اللهم اجعله خيراً. تأليف و تمثيل. إخراج جبريل الشيخ . فرقة موال. 1986.
ما تبقى لكم. معداً و مخرجاً. فرقة موال. منعت قبل الافتتاح بيوم واحد و حُلت الفرقة بفرار عرفي 1987.
علاء الدين . ممثلاً، إخراج فتحي عبد الرحمن 1988.
يا عنتر. ممثلاً. تأليف يسري الجندي. إخراج نبيل نجم 1988.
شاطئ الزيتون، ممثلاً، تأليف عبد الرحمن عرنوس، إخراج محمد الضمور 1989.
وطن الطائر . ممثلاً. تأليف أحمد خلف. إخراج محمد الضمور. 1989.
الجاروشة-ممثلا ومعدا ومخرجا-1991
من هناك؟-ممثلا ومعدا ومخرجا-1992
عنتر زمانو والنمر-ممثلا ومؤلفا ومخرجا-1993
الزير سالم –مؤلفا وممثلا-إخراج محمد الضمور
بدرانة –ممثلا ومؤلفا ومخرجا-1995
كأنك يا بو زيد- مؤلفا ومخرجا-1996/سبع جوائز مهرجان المسرح الأردني
خمس دمى وامرأة-مؤلفا ومخرجا-1997
البحث عن نوفان- مؤلفا وممثلا ومخرجا-/ثلاث جوائز مهرجان المسرح الأردني1997
كيف نرجع أسامينا _ تأليف و إخراج. للطفل 1997.
منامة عبد الله البري. تأليف و إخراج . للطفل 1998.
ظلمة الإمبراطور- تأليف . إخراج فراس المصري.1998 جوائز مهرجان المسرح الاردنى .
حياة حياة-مؤلفا وممثلا ومخرجا-1998-2001 عرضت في الأردن و سوريا و لبنان و المغرب و مصر.
ومن الحب ما قتل –مؤلفا ومخرجا1999/جائزتان في مهرجان المسرح الأردني
تجليات ضياء الروح –مؤلفا ومخرجا-2000
معروف الإسكافي –مؤلفا ومخرجا-2001
شهقة الطين –معدا ومخرجا-2002
آخر منامات الوهراني-مؤلفا ومخرجا2003
خمس دمى _ مونودراما.مؤلفا ومخرجا 2003
يا مسافر وحدك_مؤلفا ومخرجا2005 عمان/و مهرجان الرقة المسرحي الأول- سوريا، مهرجان هواة المسرح /سوريا، مهرجان القرين / الكويت 2006
السياب يعيش مرتين / مؤلفاً ومخرجاً/ فرقة قطر المسرحية 2006
سيف الياسمين الدمشقي_مؤلفا. إخراج علي الجراح. 2004 / جائزة أفضل تأليف عربي في مهرجان فيلادلفيا للمسرح الجامعي.
وطن الشهداء. إخراج. مدارس المعارف 2004.
هبوب النار-مؤلفاً ومخرجاً / مدارس المعارف-2005.
الروح الحرة – مؤلفا. إخراج هاني الجراح -2006/وزارة التربية والتعليم.
السنونو والأمير السعيد / مدارس المعارف، جوائز ست على مستوى المملكة. 2006
علمي علمك –مؤلفاً ومخرجاً 2007
أنا لحبيبي – مونودراما، معداً ومخرجاً 2007
يمام الأقصى/ النظم الحديثة/ إخراج. أفضل عمل متكامل مسابقة القدس عاصمة الثقافة العربية 2009.
صباح ومسا 2009
عائد إلى حيفا/ ممثلاً ومعداً بالمشاركة. المخرج د. يحيى البشتاوي
فصيلة على طريق الموت / معداً و مخرجاً.2010
غزالة المزيون / مؤلفاً و مخرجاً.2010
سأموت في المنفى / مونودراما/ تأليف و إخراج و أداء. 2016، نص ليلك ضحى - الموت في زمن داعش، فاز بجائزة الإبداع من وزارة الثقافة الأردنية 2016، تمت ترجمة هذا النص لليابانية، و قدم في قراءة مسرحية للجمهور في ديسمبر 2017، و سيقدم عرضاً كاملاً بالياباني في 2018.[بحاجة لمصدر]

## المسلسلات
إضافة لتأليف و تمثيل الأعمال التلفزيونية الدرامية والوثائقية ومن أهمها:
عطشان يا صبايا، تأليف نادر عمران، إخراج سهيل إلياس . 1987
ظلام في الجانب الآخر، تأليف و إخراج سهيل إلياس 1990.
حارة الزين . إخراج جلال طعمة . 1991.
- مسلسل العدول – حاز على الجائزة الفضية في مهرجان التلفزيون في تونس 2007تم إنتاج أنجاد فيلم-الأردن2004
- مسلسل سهراب-إنتاج حسن العسيري -السعودية 2005
- مسلسل صراخ الدفاتر العتيقة—الأردن 2005 ، إنتاج عصام حجاوي.
- فيلم – ستار- نفذ في السعودية.[بحاجة لمصدر]

## الجوائز
جوائز كثيرة في التأليف والإخراج محليا وعربيا وأهمها:
جائزة الدولة التشجيعية لأفضل عمل مسرحي متكامل 1995 لمسرحية الزير سالم.
جائزة التأليف المسرحي مهرجان المسرح الأردني 1996 المسرحية كأنك يا بو زيد.
جائزة الإخراج المسرحي بذات المهرجان لذات المسرحية الآنفة الذكر.
جائزة التأليف المسرحي في مهرجان المسرح الأردني 1998لمسرحية ظلمة الإمبراطور.
جائزة التأليف المسرحي في مهرجان فيلادلفيا العربي للمسرح الجامعي عن مسرحية سيف الياسمين الدمشقي
جائزة أفضل عمل مسرحي_التعليم الخاص 2005_مسرحية هبوب النار.
جائزة أفضل إخراج _ يا مسافر وحدك - مهرجان الرقة المسرحي الأول.
جائزة أفضل سينوغرافيا_يا مسافر وحدك_مهرجان الرقة المسرحي الأول.
جائزة أفضل عرض مسرحي متكامل – يا مسافر وحدك- مهرجان الرقة
المسرحي الأول2005
جائزة أفضل عمل مسرحي_ التعليم الخاص-السنونو والأمير السعيد/2006:
- مسلسل العدول – حاز على الجائزة الفضية في مهرجان التلفزيون في تونس 2007
جائزة أفضل عرض مسرحي / مسابقة النقابات لأسبوع القدس (يمام الأقصى) 2009
تكريم في مهرجان الرواد والمبدعين العرب/ ريادة مسرحية/ دمشق عاصمة الثقافة العربية / الجامعة العربية / 2008
جائزة التحكيم الخاصة على التمثيل في مونودراما عائد إلى حيفا. مهرجان المسرح الأردني. 2009.
جائزة الإبداع في التأليف المسرحي 2016. وزارة الثقافة . الأردن. نص ليلك ضحى الموت في زمن داعش.
جائزة الفنان العربي المتميز. مهرجان أيام الشارقة المسرحية 2018، عن تأليف و إخراج مسرحية ليلك ضحى.[بحاجة لمصدر]
جائزة فلسطين التقديرية للفنون لعام 2022 عن مجمل أعماله المسرحية.